# Khaled bin Walidstadion
Het Khaled bin Walidstadion (Arabisch:ملعب خالد بن الوليد) is een multifunctioneel stadion in Homs, Syrië. Het stadion wordt vooral gebruikt voor voetbalwedstrijden, de voetbalclubs Al-Karamah en Al-Wathba SC maken gebruik van dit stadion. In het stadion is plaats voor 32.000 toeschouwers. De naam van het stadion komt van Khalid ibn Walid, een sahabi en een van de bekendste moslimgeneraals tijdens de islamitische veroveringen in de 7e eeuw.